# Nogoonnuur
Nogoonnuur (mongoliska: Ногооннуур Сум, Ногооннуур, Nogoonnuur Sum) är ett distrikt i Mongoliet.   Det ligger i provinsen Bajan-Ölgij, i den västra delen av landet, 1 200 km väster om huvudstaden Ulaanbaatar.